# Serijal o Zakladi
Serijal o Zakladi (ponegdje se umjesto "Zaklada" koristi naziv "Fondacija") je epski znanstvenofantastični serijal Isaaca
Asimova koji pokriva razdoblje od oko 500 godina. Sastoji se od sedam svezaka koji su usko povezani, premda ih se može čitati i odvojeno. Naziv "Serijal o Zakladi" često se koristi tako da uključuje i serijal o robotima i serijal o Carstvu, koji su smješteni u istom fiktivnom univerzumu samo u ranije vremensko razdoblje. Ukupno postoji petnaest romana i mnoštvo kratkih priča koje je napisao Asimov, te šest romana koje su napisali drugi pisci nakon njegove smrti, proširujući tako ukupni vremenski period radnje na više od dvadeset tisuća godina. Serijal je visoko cijenjen te je 1966. osvojio jednokratnu Nagradu Hugo za "najbolji serijal svih vremena".
Sedam knjiga serijala o Zakladi prema nutarnjem kronološkom redoslijedu su:
- Preludij u Zakladu (Prelude to Foundation; 1988)
- Ususret Zakladi (Forward the Foundation; 1993)
- Zaklada (Foundation; 1951)
- Zaklada i Carstvo (Foundation and Empire; 1952)
- Druga Zaklada (Second Foundation; 1953)
- Na rubu Zaklade (Foundation's Edge; 1982)
- Zaklada i Zemlja (Foundation and Earth; 1986)

Glavna premisa serijala jest to da je matematičar Hari Seldon proveo život razvijajući granu matematike poznatu pod imenom psihohistorija (engl. psychohistory). Koncept psihohistorije razvio je Asimov sa svojim urednikom Johnom Campbellom: koristeći zakone psihologije mase može se predvidjeti budućnost, ali samo u velikim razmjerima; metoda je podložna greškama kada se radi o malenim razmjerima. Funkcionira na principu da je ponašanje mase ljudi predvidivo ako je kvantiteta ove mase veoma velika (jednaka ukupnom stanovništvu galaksije koja ima oko bilijardu stanovnika). Što je veća masa, to je predvidivija budućnost. Koristeći ovu metodu Seldon predviđa pad Galaktičkog carstva, koje obuhvaća cijeli Mliječni put, i mračno doba koje će potrajati trideset tisuća godina do pojave drugog velikog carstva. Kako bi skratio barbarsko doba, Seldon osniva dvije Zaklade - malena, skrivena utočišta svega ljudskoga znanja - na suprotnim krajevima galaksije. U trilogiji je naglasak na Zakladi na planetu Terminusu. Ljudi koji tamo žive rade na sveobuhvatnoj enciklopediji i nisu svjesni Seldonovih pravih namjera (jer kad bi bili, varijable bi previše izmakle kontroli). Svrha Enciklopedije je da sačuva znanje fizikalnih znanosti nakon pada Carstva. Lokacija za Zakladu je odabrana tako da ona može biti žarišna točka sljedećeg carstva za nekih tisuću godina (a ne za predviđenih trideset tisuća godina).

## Povijest objavljivanja
Roman Zaklada je izvorno bio zbirka od osam kratkih priča koje su objavljene u časopisu Astounding Magazine između svibnja 1942. i siječnja 1950. Prema Asimovu, premisa se temelji na zamislima koje su iznesene u djelu Edwarda Gibbona Povijest opadanja i propasti Rimskoga Carstva, a izmislio ju je slučajno dok je išao na sastanak s urednikom Johnom Campbellom, s kojim je zatim razradio koncept.
Prve su četiri priče sabrane, skupa s novom pričom čija se radnja odvija prije ostalih, u jedan svezak koji je 1951. objavila izdavačka kuća Gnome Press pod naslovom Zaklada. Ostale su priče objavljene u paru pod naslovima: Zaklada i Carstvo (1952) i Druga Zaklada, čime smo dobili "Trilogiju o Zakladi", kako je serijal desetljećima bio nazivan. Godine 1981, nakon što se serijal odavno smatrao najvažnijim djelom moderne znanstvene fantastike, Asimova su izdavači uspjeli nagovoriti da napiše i četvrtu knjigu, Na rubu Zaklade (1982). Iza ove je slijedio nastavak, Zaklada i Zemlja (1983), a pet godina kasnije prequeli Preludij u Zakladu i Ususret Zakladi. Tijekom tih pet godina između dvaju objavljivanja Asimov je povezao serijal o Zakladi s raznim svojim drugim serijalima, stvarajući tako jedinstven univerzum od svojih najpoznatijih djela.

## Trilogija
Rane priče su nadahnute djelom Edwarda Gibbona Povijest opadanja i propasti Rimskoga Carstva (Opisujući utjecaj toga djela na Trilogiju Asimov je rekao da je "malko prepisao iz djela Edwarda Gibbona"). Preciznije, radnja serijala usredotočena je na rast i doseg Zaklade s "opadanjem i propašću Galaktičkog carstva" u pozadini.
Serijal se na jednoj dubljoj razini temelji na kasnijim povijesnim događajima. Priča o Zakladi usko slijedi priču o "objavljenoj sudbini" (Manifest Destiny) iz 19. stoljeća, dok priče o Mazgi u Zakladi i Carstvu crpe inspiraciju iz europskog iskustva s Hitlerom i nacizmom. Jasno je da serijal o Zakladi ne govori o "objavljenoj sudbini" ili nacizmu, no kroz njega se stalno provlači tematika koja je svojstvena tim događajima.
Serijal o Zakladi u mnogočemu je jedinstven znanstvenofantastični ciklus. Glavna tema knjiga su ponajprije trendovi napretka jedne civilizacije, preciznije pokušaj analize razvoja tih trendova koristeći se po prvi put poviješću. Iako ovakvo nešto nalazimo u mnogim znanstvenofantastičnim romanima, kao što su 1984. i Fahrenheit 451, u njima je naglasak na tome kako dozrijevaju sadašnji trendovi u društvu i imaju etički utjecaj na moderni svijet. Serijal o Zakladi, s druge strane, promatra trendove iz šire perspektive: on se ne bavi nužno time u što se društva mijenjaju, nego više time kako se mijenjaju i prilagođavaju.
Nadalje, koncept psihohistorije, koji događajima u serijalu daje osjećaj racionalnoga fatalizma, ostavlja malo prostora za moraliziranje. Sam Hari Seldon se nada da će njegov plan "skratiti 30.000 godina mračnoga doba na jedan jedini milenij". Događaji se ipak često smatraju neizbježnim i nužnim, a ne odstupanjem od većega dobra. Primjerice, Zaklada polagano zapada u oligarhiju i diktaturu prije pojave galaktičkog osvajača, poznatog pod imenom Mazga, koji svoj uspjeh može zahvaliti sposobnosti empatije/telepatije. No, u knjizi se cilj Seldonova plana uglavnom smatra neupitnim, a navedeni događaji nužnim, i uopće se ne razmišlja o tome jesu li ti događaji u cjelini dobri ili loši.
Knjige se također bave pojmom individualizma. Plan Harija Seldona često se smatra neizbježnim mehanizmom društva, mentaliteta ogromne bezumne rulje koja se sastoji od bilijardi ljudi razasutih diljem galaksije. Mnogi likovi u serijalu se bezuspješno bore protiv toga. Međutim, sam plan ovisi o sposobnosti lukavih pojedinaca kao što su Salvor Hardin i Hober Mallow da donesu mudre odluke i izvuku korist iz aktualnih trendova. Mazga, jedan jedini čovjek s nevjerojatnim moćima, ruši Zakladu i skoro uništava Seldonov plan svojim posebnim, nepredviđenim sposobnostima. Kako bi popravila štetu koju je nanijela Mazga, Druga Zaklada aktivira plan koji također ovisi o reakcijama pojedinaca. Psihohistorija se temelji na trendovima grupe, pa ne može s dovoljnom preciznošću predvidjeti učinke izvanrednih, nepredvidivih pojedinaca. Prava svrha Druge Zaklade bila je da bude protuteža ovom nedostatku.

## Nastavci
Asimov je neuspješno pokušao okončati serijal na kraju romana Druga Zaklada. No, zbog predviđenih tisuću godina do pojave sljedećega carstva (od kojih je bilo proteklo samo par stotina) stjecao se dojam da je serijal nedorečen i da prerano završava. Obožavatelji su desetljećima vršili pritisak na Asimova da napiše nastavak.
Asimov je, nakon tridesetogodišnje stanke, 1982. napokon popustio pritisku obožavatelja i napisao ono što je u to doba bio četvrti svezak: Na rubu Zaklade. Uskoro je uslijedio roman Zaklada i Zemlja. Zaklada i Zemlja (čija se radnja odvija oko 500 godina nakon Seldona) povezuje cjelokupnu priču, ali na desetak zadnjih stranica otvara i potpuno nove misaone vidike. Neki od obožavatelja (koji su željeli sređen svršetak serijala) ovaj finale stoga smatraju promašajem. Prema riječima njegove udovice Janet Asimov (u njezinoj biografiji Isaaca Asimova pod naslovom Bio je to dobar život/It's Been a Good Life), Asimov nije znao kako nastaviti nakon Zaklade i Zemlje, pa je stoga počeo pisati prequele ("prethotke").

## Spajanje s drugim serijalima
Serijal je smješten u isti univerzum kao i prvi Asimovljev objavljeni roman, Kamenčić na nebu, iako se događaji vezani uz Zakladu odvijaju otprilike deset tisuća godina kasnije. Kamenčić na nebu je postao temelj serijala o Galaktičkom carstvu. Asimov je zatim, nije poznato kada (bilo je to uglavnom prije nego što je počeo pisati roman Na rubu Zaklade), odlučio spojiti serijale o Zakladi/Carstvu sa serijalom o robotima. Tako su sve tri serijala smještena u isti univerzum, te tako spojeni čine cjelinu od 15 romana s ukupno oko 1.500.000 riječi (u engleskom originalu). Vremensko razdoblje koje tako nastala cjelina pokriva iznosi sada približno 20.000 godina.

## Prequeli ("Prednastavci")
Prequeli, koji su napisani posljednji ali kronloški dođu prvi, istovremeno pripovijedaju o životu Harija Seldona i razvoju psihohistorije. Prvi prequel, Preludij u Zakladu, započinje u trenutku kada mladi Hari Seldon predstavlja radnju o mogućnosti psihohistorije, a završava s okolnostima koje su dovele do toga da se on počne baviti istraživanjem i realizacijom psihohistorije. Kada je predstavljao radnju, psihohistorija je za njega bila samo nešto što je teoretski moguće, a u praksi nemoguće. U ovom romanu on na koncu počne vjerovati u praktičnost svoga rada i počinje se intenzivno baviti psihohistorijom. Radnja drugog romana, Ususret Zakladi, odvija se u intervalima počevši otprilike deset godina nakon Preludija u Zakladu. Priča o tome kako psihohistorija postaje funkcionalna, a paralelno s tim Hari Seldon gubi voljene osobe i Galaktičko carstvo postupno slabi. Ususret Zakladi završava u trenutku kad Hari Seldon dovršava snimanje poruka koje će se kasnije provlačiti kroz cijelu provotnu trilogiju. Bio je to posljednji roman koji će Asimov dovršiti prije svoje smrti.

## Popis knjiga iz univerzuma Zaklade
U uvodu Preludija u Zakladu možemo pronaći Asimovljev prijedlog redoslijeda čitanja (kronologije) njegovih znanstvenofantastičnih knjiga. Proširen i prepravljen striktno kronološki redoslijed čitanja knjiga je naveden ispod. Jedna od alternativa je da se knjige čitaju izvornim redoslijedom objavljivanja, jer čitanje prequela Zaklade prije Trilogije u biti mijenja izvornu narativnu strukturu trilogije kvareći ono što je prvotno bilo zamišljeno kao iznenađenja u radnji. Asimov je primijetio da ima mjesta za knjigu između Robota i Carstva (5) i Svemirskih struja (6), te da bi mogao napisati nekoliko svezaka nakon Zaklade i Zemlje (15). To, međutim, nikada nije sam uspio.
| #  | Godina izdanja | Naslov                  | Naslov originala       | Bilješka |
| -- | -------------- | ----------------------- | ---------------------- | --- |
|    | 1950.          | Ja, robot               | I, robot               | Zbirka kratkih priča o robotima. Kasnije je u cijelosti uključena u zbirku The Complete Robot, premda također sadrži i uvezni tekst (Mind and Iron), koji ne nalazimo u zbirci The Complete Robot. |
| 1  | 1982.          | Kompletni robot         | The Complete Robot     | Zbirka od 31 kratke priče o robotima objavljenih između 1940. i 1976. |
|    | 1986.          | Snovi robota            | Robot Dreams           | Kratke priče o robotima. Antologizirane u istoimenoj knjizi. |
|    | 1990.          | Viđenja robota          | Robot Visions          | Kratke priče o robotima. Antologizirane u istoimenoj knjizi. |
|    | 1992.          | Pozitronski čovjek      | The Positronic Man     | Robotski roman koji se temelji na Asimovljevoj kratkoj priči Dvjestogodišnjak (The Bicentennial Man); koautor: Robert Silverberg.                                                                  |
| 2  | 1954.          | Čelične pećine          | The Caves of Steel     | Prvi roman o robotima. |
| 3  | 1957.          | Golo Sunce              | The Naked Sun          | Drugi roman o robotima. |
| 4  | 1983.          | Roboti zore             | The Robots of Dawn     | Treći roman o robotima. |
|    | 2000.          | Mirage                  |                        | Serijal robotskih detektivskih priča autora Marka Tiedemanna. |
|    | 2001.          | Chimera                 |                        | Serijal robotskih detektivskih priča autora Marka Tiedemanna. |
|    | 2002.          | Aurora                  |                        | Serijal robotskih detektivskih priča autora Marka Tiedemanna. |
|    | 2005.          | Have Robot, Will Travel |                        | Serijal robotskih detektivskih priča autora Alexandera Irvinea. |
| 5  | 1985.          | Roboti i Carstvo        | Robots and Empire      | Četvrti roman o robotima. |
|    | 1993.          | Isaac Asimov's Caliban  |                        | Calibanska trilogija autora Roggera MacBridea Allena. |
|    | 1994.          | Isaac Asimov's Inferno  |                        | Calibanska trilogija autora Roggera MacBridea Allena. |
|    | 1996.          | Isaac Asimov's Utopia   |                        | Calibanska trilogija autora Roggera MacBridea Allena. |
| 6  | 1951.          | Zvijezde, prah nebeski  | The Stars, Like Dust   | Prvi roman serijala o Carstvu. |
| 7  | 1952.          | Svemirske struje        | The Currents of Space  | Drugi roman serijala o Carstvu. |
| 8  | 1950.          | Kamenčić na nebu        | Pebble in the Sky      | Treći roman serijala o Carstvu. |
| 9  | 1988.          | Preludij u Zakladu      | Prelude to Foundation  | Prvi roman serijala o Zakladi. |
|    | 1997.          | Foundation's Fear       |                        | Druga trilogija o Zakladi autora Gregoryja Benforda. |
| 10 | 1993.          | Ususret Zakladi         | Forward the Foundation | Drugi roman serijala o Zakladi (iako je napisan posljednji). |
|    | 1998.          | Foundation and Chaos    |                        | Druga trilogija o Zakladi autora Grega Beara. |
|    | 1999.          | Foundation's Triumph    |                        | Druga trilogija o Zakladi autora Davida Brina. |
| 11 | 1951.          | Zaklada                 | Foundation             | Treći roman serijala o Zakladi. Ovo je zapravo zbirka od četiri priče, koje su prvotno objavljivane između 1942. i 1944, plus uvodni dio napisan za knjigu 1949.                                   |
| 12 | 1952.          | Zaklada i Carstvo       | Foundation and Empire  | Četvrti roman serijala o Zakladi; sastoji se od dviju priča prvotno objavljenih 1945. |
| 13 | 1953.          | Druga Zaklada           | Second Foundation      | Peti roman serijala o Zakladi; sastoji se od dviju priča prvotno objavljenih 1948. i 1949. |
| 14 | 1982.          | Na rubu Zaklade         | Foundation's Edge      | Šesti roman serijala o Zakladi. |
| 15 | 1986.          | Zaklada i Zemlja        | Foundation and Earth   | Sedmi roman serijala o Zakladi. |

### Knjige s dodirnim točkama
Premda nisu uvrštene u gornji popis, ponekad se djela Kraj vječnosti (The End of Eternity; 1955) i Nemesis (1989) smatraju dijelom serijala.
U romanu Na rubu Zaklade se nejasno upućuje na Kraj vječnosti kada jedan lik spominje "Vječne" ("Eternals") čiji je "zadatak da biraju stvarnost koja najbolje odgovara čovječanstvu".  (Kraj vječnosti također spominje izvjesnu "Zakladu".) U romanu Ususret Zakladi Hari Seldon spominje dvadeset tisuća godina staru priču o "mladoj ženi koja je mogla komunicirati s čitavim planetom koji je kružio oko zvijezde Nemesis", što je očigledna aluzija na Nemesis. U romanu Zaklada i Zemlja također se spominje priča o zvijezdi koja se približila Zemlji, što je također moguća aluzija na Nemesis. U romanu Nemesis glavna kolonija je jedna od "Pedeset nastambi", skupa orbitalnih kolonija koje čine državu. Moguće je da je Pedeset nastambi bilo temelj za pedeset Spacerskih svjetova u pričama o robotima. Tvrdnja na kraju romana Nemesis da se stanovnici izvanzemaljskih kolonija otcjepljuju od Zemljana se također može dovesti u vezu sa sličnom tvrdnjom o Spacerima u knjigama o robotima autora Marka Tiedemanna.
S druge strane, ove bi aluzije mogle biti samo Asimovljeve šale, a spomenute priče bi mogle biti samo one koje je napisao on sam (kaš što se može vidjeti u Robotima zore kada lik Falstofe spominje Asimovljevog Lašca!). Štoviše, sam Asimov nije uvrstio Kraj vječnosti u popis koji nalazimo u Preludiju u Zakladu. Što se Nemesisa tiče, on je napisan nakon Preludija u Zakladu, no u autorovoj bilješci Asimov izričito govori kako ta knjiga nije dio serijala o Zakladi te kako bi ju jednoga dana mogao povezati s ostalim knjigama.
Nemesis spominje i par kratkih priča objavljenih u Asimovljevoj zbirci Zlato (Gold), koja se bavi temom o Pedeset nastambi.

## Važniji likovi
- Hari Seldon, vođa psihohistorijskog pokreta koji stvara Zakladu i Seldonov plan; prvi "Prvi govornik" Druge Zaklade (prema predaji), Prvi ministar Galaktičkog carstva pod carem Cleonom I, nakon Eta Demerzela
- R. Giskard Reventlov, prvi robot koji je imao sposobnost manipulacije ljudskim umom (iz doba "dijaspore", v. priču "Lažac!" iz zbirke Ja, robot)
- R. Daneel Olivaw, čovjekoliki robot koji organizira stvaranje kako Seldonova plana tako i Gaie i Galaxie. Također uzima imena Chetter Hummin i Eto Demerzel (Prvi ministar).
- Mazga (engl. "The Mule"), izvorno s planeta Gaia, mutant koji je imao izrazitu sposobnost manipulacije ljudskim umom
- Dors Venabili, Seldonova supruga i zaštitnica, poznata kao "Žena Tigar" (engl. "Tiger Woman") zbog svoje fizičke vještine i brzog djelovanja
- Yugo Amaryl, Seldonov kolega
- Car Cleon I, iz dinastije Entun, car za vrijeme prve polovice Seldonova boravka na planetu Trantoru
- Salvor Hardin, prvi Gradonačelnik Terminusa, prvi Zakladnik koji je prozreo "farsu" Encyclopedie Galactice
- Gaal Dornick, jedan od zadnjih psihohistoričara koji su se priključili projektu
- Hober Mallow, "trgovački princ" tijekom "trgovačkih" dana Zaklade
- Bel Riose, general Galaktičkoga carstva
- Golan Trevize, vijećnik na Terminusu koji otkriva tajnu lokaciju Zemlje
- Janov Pelorat, povjesničar, Trevizeov pratitelj
- Arkady Darrell, unuka Bayte Darrell koja razvija teoriju o lokaciji Druge Zaklade
- Blissenobiarella (Bliss), ljudski element superorganizma Gaie
- Bayta Darrell, baka Arkady Darrell; Bayta je odigrala ključnu ulogu u Mazginom porazu
- Raych Seldon, posvojeni sin Harija Seldona iz Trantorovog Sektora Dahl
- Wanda Seldon, najstarija kći Raycha Seldona koja kanije postaje psihohistoričarka i drugi Prvi govornik Druge Zaklade
- Preem Palver, vrlo uspješan Prvi govornik Druge Zaklade
- Ebling Mis, smatra se prvom osobom koja je otkrila lokaciju Druge Zaklade

## Zanimljivosti
Serijal o Zakladi je između ostalog postao poznat i po japanskoj sekti Aum Shinrikyo (neki od njezinih članova su 1995. izvršili napad sarinom u tokijskom metrou), u čijem učenju romani iz serijala igraju važnu ulogu.
Također je zanimljivo da arapski prijevod trilogije nosi naslov Al-Qaida, što je ekvivalent našim riječima: temelj, baza ili u vojnom smislu uporište. Veza trilogije s istoimenom terorističkom organizacijom Al-Qaidom međutim ne postoji.